# Café Wildau

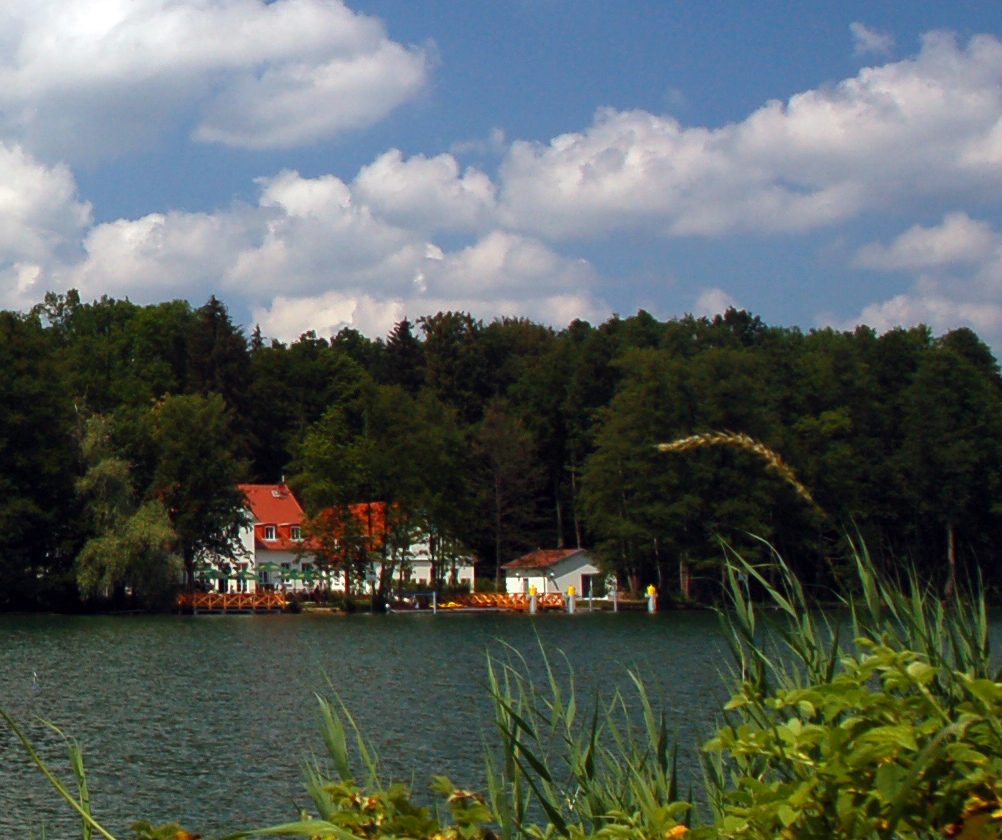
Café Wildau

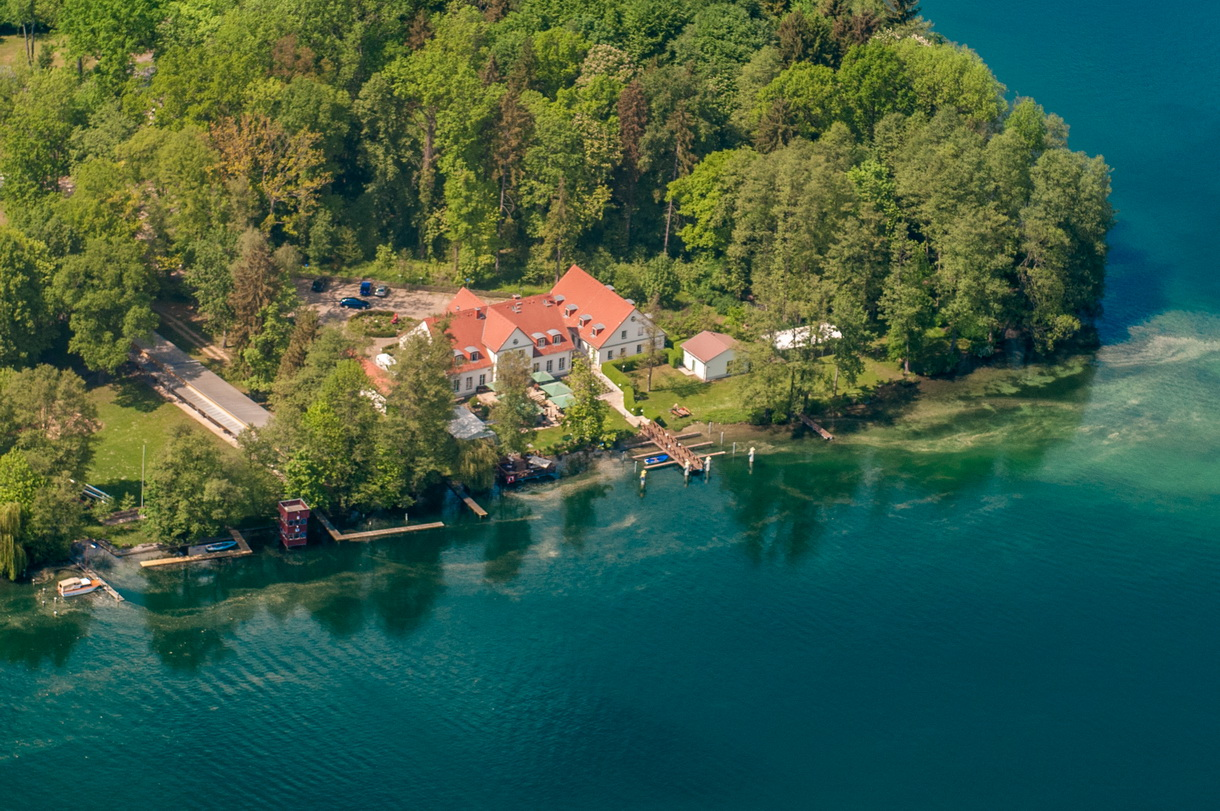
Luftaufnahme 2017

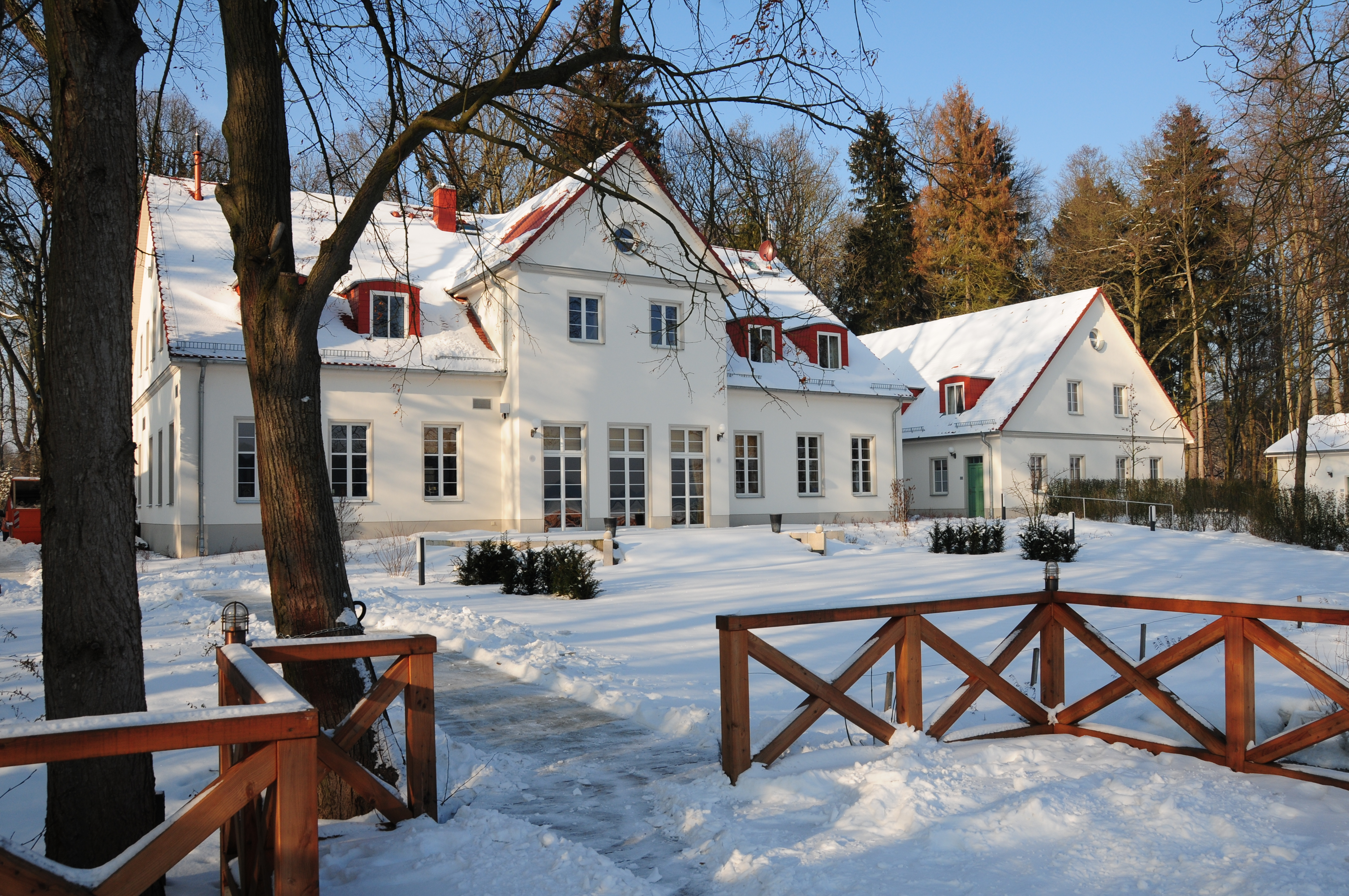
Café Wildau im Winter

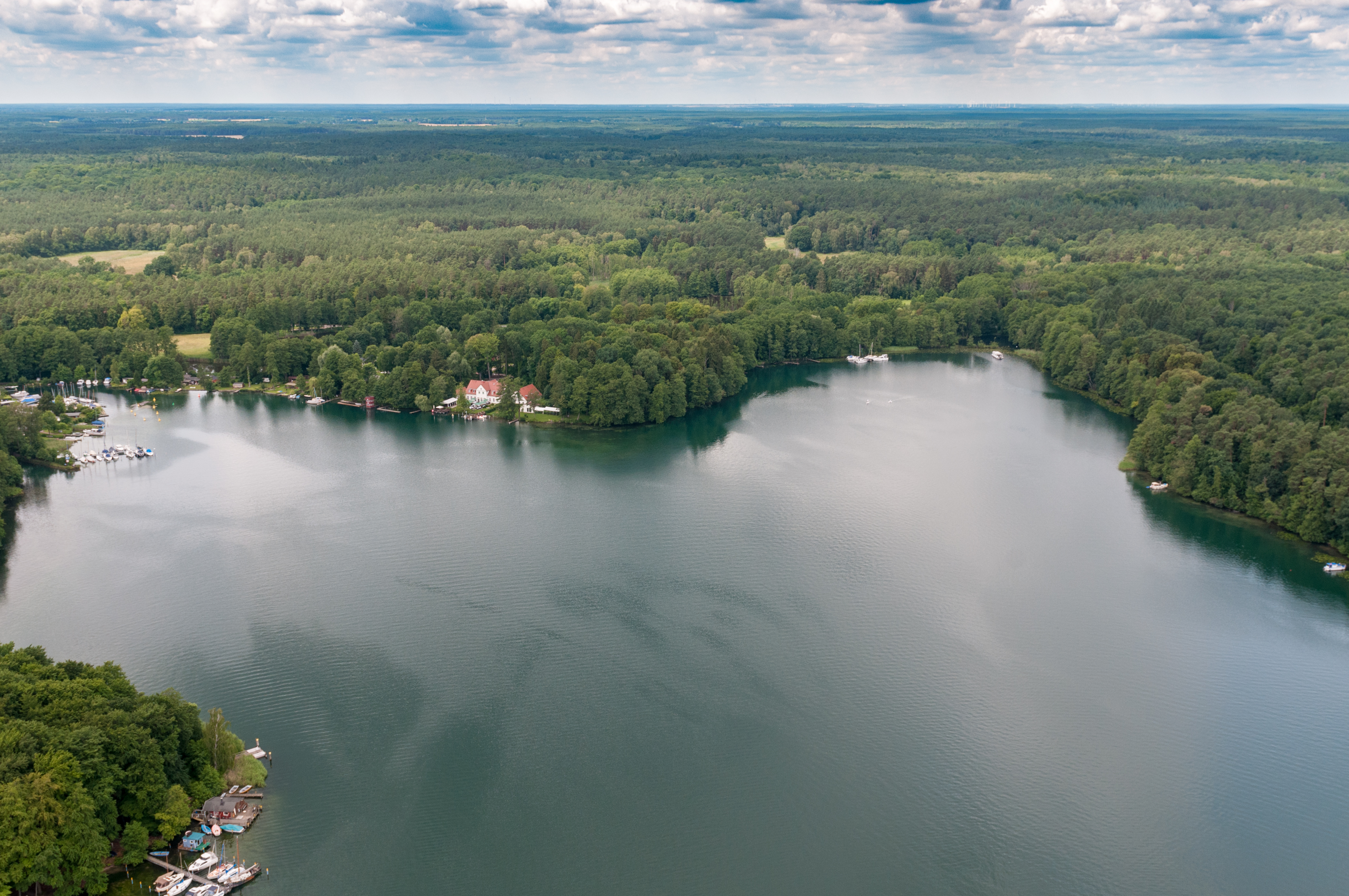
Werbellinsee, Café Wildau, im Hintergrund die Schorfheide

Das Café Wildau ist ein Hotel und Restaurant am Werbellinsee im Ortsteil Wildau von Eichhorst, welches Teil der Gemeinde Schorfheide ist. Das Café liegt im Norden des brandenburgischen Landkreises Barnim direkt am Ufer des Werbellinsees am westlichen Ende des Sees.

## Geschichte
Ursprünglich wurde das Gebäude von einem Zementfabrikanten namens Bernolli um das Jahr 1830 errichtet. Nachdem die Zementfabrik 1894 geschlossen worden war, übernahm das Hofmarschallamt die Unternehmersvilla und wurde dem Jagdschloss Hubertusstock zugeordnet. Ab Anfang der 1920er-Jahre wurde die Liegenschaft als Ausflugslokal genutzt. Nach dem Zweiten Weltkrieg wurde das Gebäude von der Handelsorganisation (HO-Gaststätte) als „Café Wildau“ betrieben und heruntergewirtschaftet. Im Jahr 1974 erfolgte die Schließung und das Gebäude verfiel danach immer mehr. Im Sommer 1981 im Zuge des Staatsbesuches von Helmut Schmidt, der im nahe gelegenen Jagdschloss Hubertusstock stattfand, wurde der Abriss des Gebäudes von den DDR-Behörden veranlasst. Teile des Bauschutts wurden im Werbellinsee versenkt. Direkt vor dem Café befand sich eine Anlegestelle für Ausflugsschiffe, deren Reste bis in die 1990er Jahre existierten. Diese Anlegestelle wurde neu errichtet und ist wieder in Betrieb. Neben dem Café hat die Sparte Kanu des SV Stahl Finow ihr Sportzentrum, gegenüber die Segler.
Im Jahr 2006 wurde das Gelände von der Familie von Hertzberg erworben, die das Gebäude originalgetreu auf dem alten Keller wiedererrichtete. Am 3. Juli 2008 erfolgte die Grundsteinlegung unter Beteiligung von Landespolitikern und bereits nach einem Jahr erfolgte am 1. Juli 2009 die Wiedereröffnung des Café Wildau. Am Café führt der Radweg Berlin-Usedom direkt vorbei.